# Pamlico (langue)
Pour les articles homonymes, voir Pamlico.
Le Pamlico, aussi appelé Pomouik ou algonquin de Caroline, est une langue algique morte, anciennement parlée dans le Nord-Est de l'actuelle Caroline du Nord par le peuple Pamlico.

## Code
- Code de langue IETF : crr, pmk